# Львовы (нетитулованное дворянство)
Львовы — нетитулованные дворянские роды разного происхождения, которых не следует путать с княжеским родом Львовых — отраслью ярославских Рюриковичей. Из этих родов по меньшей мере два принадлежат к столбовому дворянству.

## Тверские Львовы (ОГ XI, 41)
Помещики Львовы Тверской губернии, владевшие под Торжком усадьбами Василево и Митино, возводили свой род к Марку Демидовичу, который якобы выехал в начале XV века из Литвы в Тверь к великому князю Ивану Михайловичу. Его праправнук, Лев Измайлович был родоначальником этого рода. Потомками этого лица считали себя также Спечевы, Бабкины, Барыковы, Коробовы, Кондыревы, Полтинины, Сумины и тверские Измайловы.
В XVII—XVIII вв. тверские Львовы высоких должностей не занимали:
- В середине XVI века по документам известны дети боярские Иван и Николай Китаевичи Львовы, во второй половине XVI века — Михаил Ильич Львов, помещик Новоторжского уезда.
- Его племянник Иосиф Никитич, по прозвищу Алай, в 1607 по приказу Лжедмитрия II посажен на кол в Великих Луках.
- Новоторжские помещики Никита Игнатьевич и Семён Иванович Львовы погибли при осаде Смоленска в 1634.
- Их троюродный брат Пимен Никитич служил воеводой в Кашине (1650—1651).
- Пётр Иванович Львов, в 1628 новоторжский городовой дворянин, участник Смоленской войны, служил воеводой в Заволочье, затем сотенным головой в Большом полку в Белгороде, в 1647 воевода в Опочке, в 1651 — в Пелыме, с 1660 дворянин московский, в 1669-71 воевода в Кевроле и Медыни.
- В конце XVIII века новоторжскими уездными предводителями дворянства служили два Львовых, Иван Иванович и Пётр Петрович (в 1791-97).

Наиболее известный представитель этого рода — архитектор, поэт, переводчик Николай Александрович Львов (1753—1803) — владел усадьбой Никольское-Черенчицы. Жена — Мария Алексеевна Дьякова. Сын — Александр Николаевич (1786—1849), тайный советник; из его внуков двое заседали в дореволюционной Государственной думе:
- Николай Николаевич (1867—1944), деятель Белого движения и Русского совета.
- Владимир Николаевич (1872—1930), обер-прокурор Святейшего Синода (1917; в составе Временного правительства); у него сын:
  - Василий Владимирович (1906-86, в монашестве Нафанаил), епископ Русской православной церкви заграницей, архиепископ Венский и Австрийский.
- Варвара Николаевна (1869—1940), жена графа А. А. Бобринского.

Двоюродный брат (и зять) Н. А. Львова — литератор и музыкант Фёдор Петрович Львов (1766—1836) — с 1826 года руководил Придворной певческой капеллой. В двух браках имел 16 детей, из числа которых примечательны: 

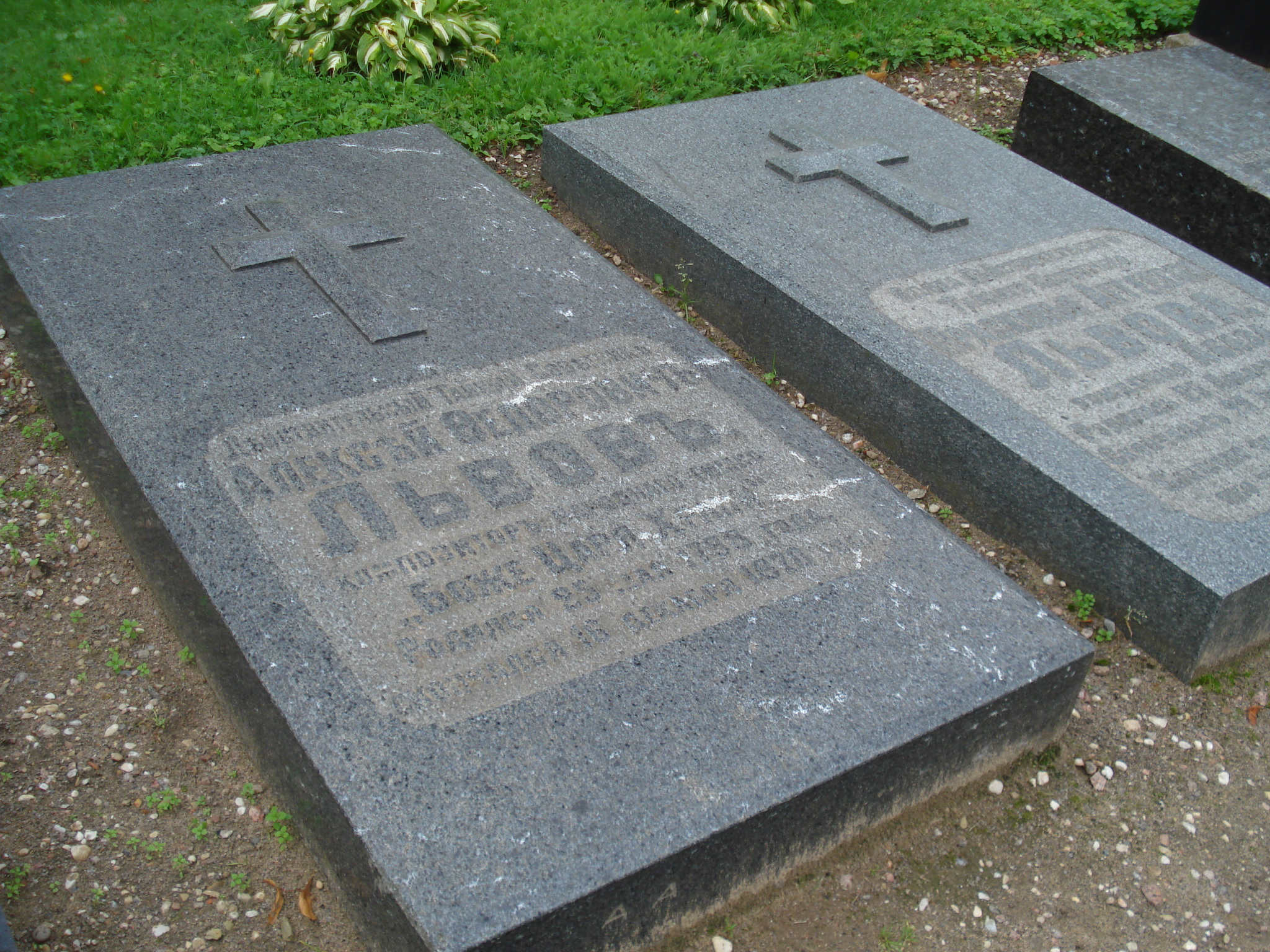
Могила А. Ф. Львова и его жены Прасковьи (Абаза)

- Алексей Фёдорович, автор музыки гимна «Боже царя храни» (эти слова стали фамильным девизом);
- Пётр Фёдорович, генерал-майор Отдельного корпуса жандармов;
- Илья Фёдорович (1797—1841), полковник, командир лейб-гвардии Павловского полка;
- Леонид Фёдорович, коллежский советник (1853), управляющий Петербургской палатой государственных имуществ (с 1851);
- Фёдор Фёдорович (1820—1895), конференц-секретарь петербургской Академии художеств, затем директор Строгановского художественного училища.

## Брянские Львовы
Другой род Львовых ведёт начало от Андрея Львова, который жил в первой половине XVI века. Его потомок Василий Прокофьевич за московское «осадное сидение» 1610 пожалован в 1618 вотчиной в Брянском уезде и стал родоначальником «брянских» Львовых. Из представителей этого рода наиболее известны:
- Лаврентий Иосифович (ум. 1758), с 1727 на военной службе, с 1741 смоленский губернский прокурор, с 1751 полковник, прокурор Главной провиантской канцелярии, владел имениями в Белгородском, Брянском, Карачевском уездах. Его сыновья:
  - Сергей Лаврентьевич, генерал от инфантерии;
  - Андрей Лаврентьевич, генерал-майор, тамбовский и калужский губернатор;
  - Михаил Лаврентьевич, флота капитан 1-го ранга, у него сыновья:
    - Дмитрий Михайлович, тайный советник, камергер;
    - Андрей Михайлович, генерал-майор (1846), с 1817 служил в гвардии, участник подавления польского восстания 1830-31 гг., позднее адъютант и офицер для особых поручений при московском генерал-губернаторе. Усадьба Бочечки на Украине

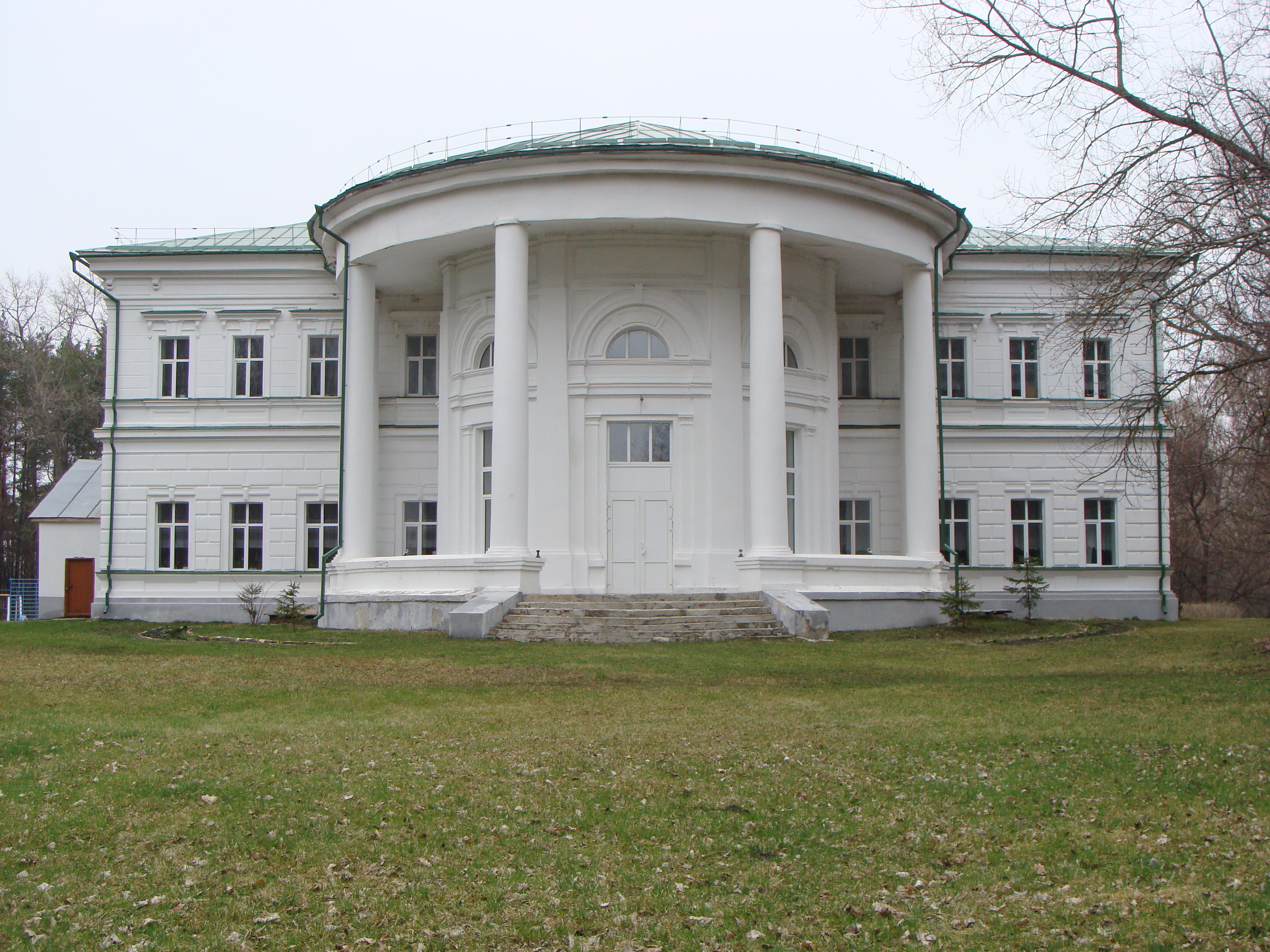
Усадьба Бочечки на Украине

К другой ветви того же рода принадлежал тайный советник Афанасий Иванович Львов, в 1753-58 гг. обер-прокурор Святейшего Синода.
В середине XIX века этому роду Львовых принадлежало 6 тыс. десятин в Путивльском уезде с усадьбой Бочечки, сохранившейся до нашего времени.

## Прочие
Существовало также несколько родов Львовых позднего происхождения, родоначальники которых выслужили дворянство в конце XVIII—XIX веке.
К этим и более старым родам (рязанскому и псковскому) принадлежали следующие Львовы:
- Павел Юрьевич (1770—1825), рязанский помещик, писатель-сентименталист.
- Алексей Иванович (1780—1833), псковский губернский предводитель дворянства, владел соседней с Михайловским усадьбой Алтун, откуда по поручению правительства «присматривал» за ссыльным Пушкиным.
- Николай Михайлович (1821—1872), журналист и драматург.

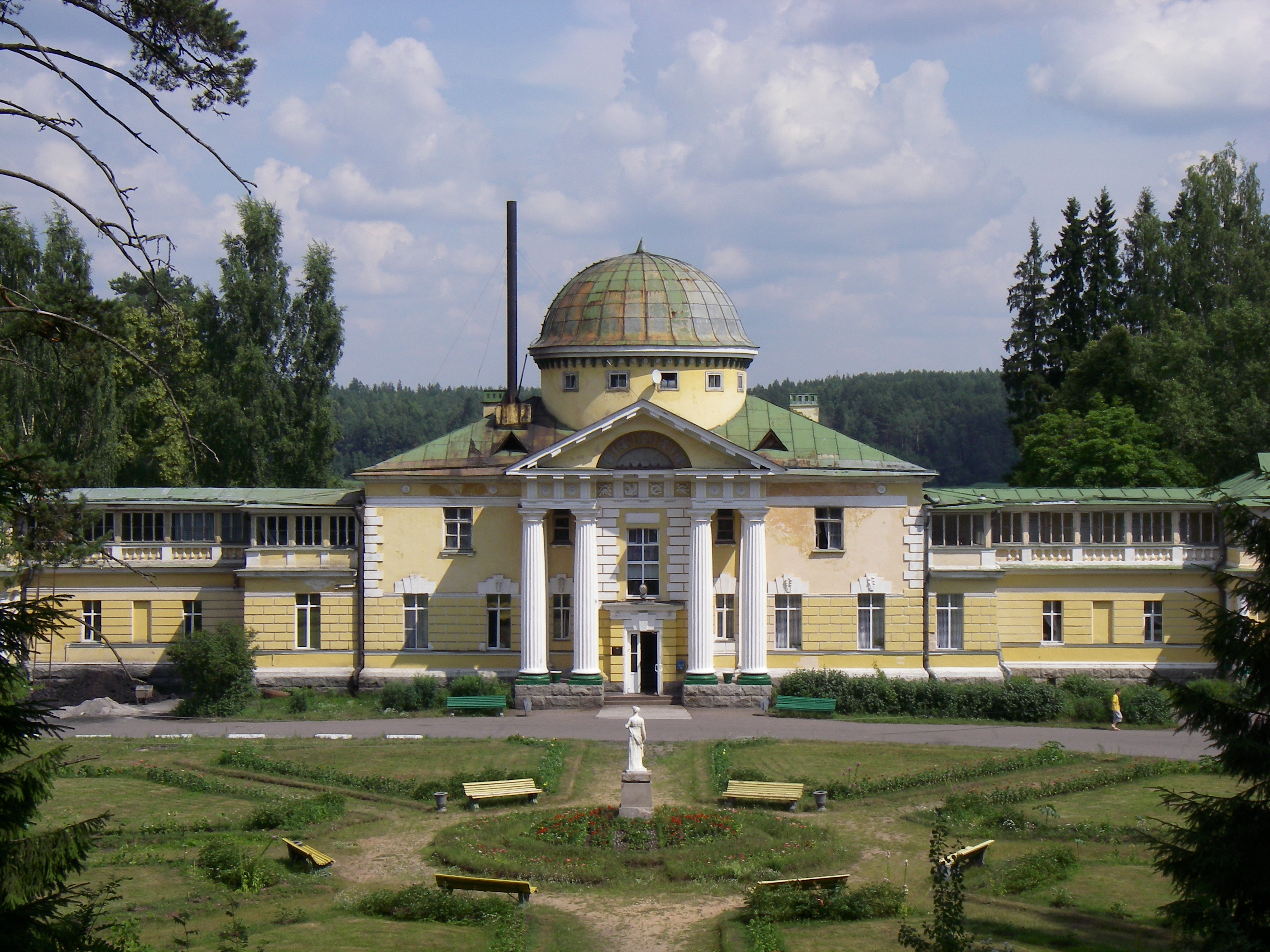
Усадьба Львово (Боровое)

- Николай Георгиевич, военно-морской деятель, контр-адмирал (1914); убит матросами в Севастополе.
- Иван Николаевич (1857—1925), генерал-лейтенант, последний комендант Двинской крепости.

Георгий Александрович Львов, миллионер-нефтепромышленник, внебрачный сын дворянки Александры Петровны Львовой, в 1915 году выстроил в Лужском уезде усадьбу Боровое (ныне санаторий МВД «Красный вал»).